# Charaxes nyasae
Charaxes nyasae är en fjärilsart som beskrevs av Van Someren 1964. Charaxes nyasae ingår i släktet Charaxes och familjen praktfjärilar. Inga underarter finns listade i Catalogue of Life.